# 西米石龙子属
西米石龙子属（学名：Simiscincus）为石龙子科的一个属。

## 下属物种
本属包括以下物种：
- Simiscincus aurantiacus Sadlier & Bauer, 1997